# 大津村 (静岡県)
大津村（おおつむら）は静岡県の中部、志太郡に属していた村である。現在の島田市中心部に北接する地域にあたる。

## 地理
- 山：千葉山
- 河川：大津谷川、尾川

## 歴史
かつて野田、落合、大草、尾川の辺りは大津郷と呼ばれていたとされ、大津谷という通称が残る。『和名類聚抄』に「大津郷」の名が見られるが、天平年間（729年 - 749年）にはすでに存在していたと推定される。平安時代後期は「大津御厨」（伊勢神宮の荘園）であった。
千葉山には宝亀二年（771年）開創の智満寺があり、のち源頼朝が千葉介常胤を奉行として中興。

### 行政の変遷
- 明治4年 - 後の大津村の村域には、落合村、大草村、野田村、尾川村と千葉山が存在した[5]。
- 明治5年
  - 戸籍法に関連して、後の大津村の村域は静岡県第61区または第80区に属した[6]。
    - 第61区：野田村、落合村、尾川村、千葉山、伊太村、相賀村、神座村、鵜網村、伊久美村
    - 第80区：大草村、阿知ヶ谷村、岸村、東光寺村、御請新田、庄九郎新田、道悦島村

  - 大区小区制に移行し、後の大津村の村域は静岡県第6大区11小区に含まれた。
    - 第6大区11小区：落合村、大草村、野田村、尾川村、千葉山、相賀村、神座村、伊太村、鵜網村
- 1875年（明治8年） - 千葉山が千葉村に改置される[5]。ただし、従来通り千葉山と書かれることもあった[1]。
- 1879年（明治12年） - 郡区町村編制法が施行される[7]。1886年時点では落合村に戸長役場を置き、落合村、大草村、野田村、尾川村、千葉村を管轄した[8]。
- 1889年（明治22年）4月1日 - 町村制の施行に伴い、落合村、大草村、野田村、尾川村、千葉村が合併して大津村が発足する[1]。
- 1955年（昭和30年）1月1日 - 島田市に編入され、廃止[9]。